# Daniel López Dittert
Daniel López Dittert (auch Daniel Lopez und Dani López Dittert) (* 18. September 1986 in Arona (Teneriffa)) ist ein spanisch-deutscher Basketballspieler.

## Werdegang
López Dittert wuchs als Sohn einer aus Berlin stammenden Mutter in Arona auf Teneriffa auf. Bis zum 15. Lebensjahr spielte er Handball und wechselte dann zum Basketball. Als Jugendlicher spielte er zunächst für den Verein Arona Basket Sur und dann für Tenerife Baloncesto. Im Erwachsenenbereich war er in der Liga EBA beschäftigt und wechselte 2008 zum Club Melilla Baloncesto in die zweithöchste Spielklasse Spaniens, die LEB Oro. Für Melilla bestritt der Innenspieler eine Ligabegegnung und schloss sich im November 2008 dem Viertligisten CB Jovent d’Alaior an. Im Spieljahr 2009/10 war López Dittert mit Alaior in der dritthöchsten Liga des Landes, LEB Plata, vertreten. Mit CB Dominicas La Palma spielte er in der EBA, mit dem Tenerife Club de Baloncesto erst in der EBA, dann 2011/12 in der LEB Plata.
In der Sommerpause 2014 verließ er den spanischen Viertligisten CB Enrique Soler und nahm ein Angebot des deutschen Drittligaaufsteigers Rostock Seawolves an. López Dittert erzielte den ersten Rostocker Korb in der 2. Bundesliga ProB. Bis 2018 stand er für die Rostocker in 99 Spielen der dritthöchsten deutschen Liga auf dem Feld, in denen er im Durchschnitt 6,7 Punkte sowie 4 Rebounds erzielte. 2018 gelang ihm mit der Mannschaft der Aufstieg in die 2. Bundesliga ProA, López Dittert zog sich anschließend aus dem Profibereich zurück und spielte fortan für die zweite Rostocker Mannschaft in der 2. Regionalliga. 2023 gelang ihm mit der Mannschaft der Gewinn der Meisterschaft in der 2. Regionalliga Nord. Die Rostocker übersprangen die 1. Regionalliga, López Dittert ging mit der Mannschaft 2023 in die drittklassige 2. Bundesliga ProB. Im selben Jahr gewann er mit Rostocks Ü35-Mannschaft die deutsche Meisterschaft dieser Altersklasse.
2024 wurde er neben seiner Spielertätigkeit bei der zweiten Rostocker Mannschaft auch deren Co-Trainer.
Beruflich wurde López Dittert, der ein Studium im Fach Fremdenverkehr durchlief, für ein Mecklenburger Energieunternehmen tätig, für das er die Betreuung des südeuropäischen und des südamerikanischen Marktes übernahm.